# تومي غودوين
تومي غودوين (بالإنجليزية: Tommy Goodwin)‏ هو لاعب كرة قدم بريطاني، ولد في 8 نوفمبر 1979 في ليستر في المملكة المتحدة. لعب مع ليستر سيتي ونادي سوليهول لكرة القدم.

## وصلات خارجية
- تومي غودوين على موقع قاعدة بيانات كرة القدم.إي يو (الإنجليزية)
- تومي غودوين على موقع Soccerbase.com (لاعب) (الإنجليزية)
- تومي غودوين على موقع عالم كرة القدم.نت (الإنجليزية)